# François Bourgoing
François Bourgoing (Parigi, 18 marzo 1585 – Parigi, 22 ottobre 1662) è stato un presbitero francese, terzo superiore generale della congregazione francese dell'Oratorio.

## Biografia

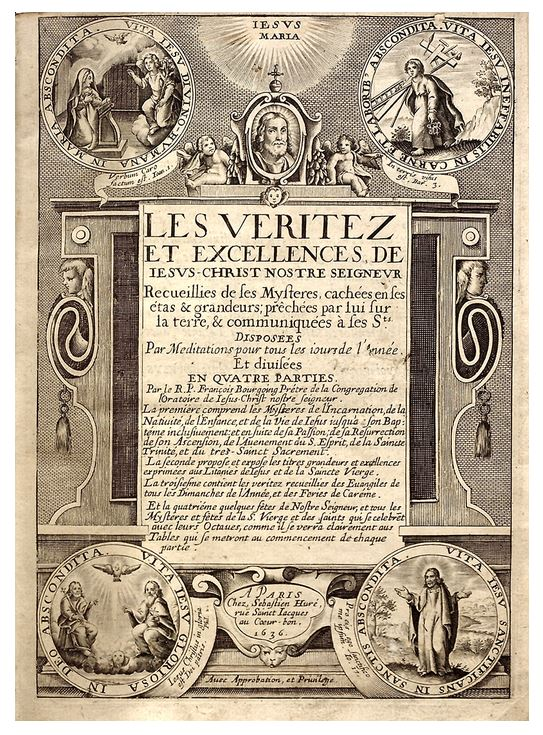
Il frontespizio dell'edizione francese delle Veritates et sublimes excellentiae verbi incarnati Jesu Christi

Già curato di Clichy, nel 1611 rinunciò all'ufficio in favore di Vincenzo de' Paoli e fu uno dei primi sei membri della congregazione francese dell'Oratorio.
Fondò comunità oratoriane a Rouen, Nantes, Clermont, Lione e introdusse l'istituto nelle Fiandre.
Nel 1641 succedette al defunto Charles de Condren come superiore generale della congregazione e mantenne la carica fino alla morte, nel 1662. Dotò l'Oratorio di una Ratio studiorum e di Directions poiir les missions; contrastò la diffusione delle dottrine giansenistiche tra i membri dell'istituto.
Il suo elogio funebre fu fatto da Jacques Bénigne Bossuet.
Fu autore di un corso di meditazioni, pubblicato in latino ad Anversa nel 1629: Veritates et sublimes excellentiae verbi incarnati Jesu Christi D. N. In argumenta meditationum totius anni propositae (2 volumi). Nel 1648 uscirono a Parigi le Méditations sur les divers états de Jésus-Christ. Insieme con Guillaume Gibieuf, curò la prima edizione delle Œuvres complètes di Pierre de Bérulle, uscita a Parigi nel 1644.